# Vilarelho
Vilarelho is een plaats (freguesia) in de Portugese gemeente Caminha en telt 983 inwoners (2001).

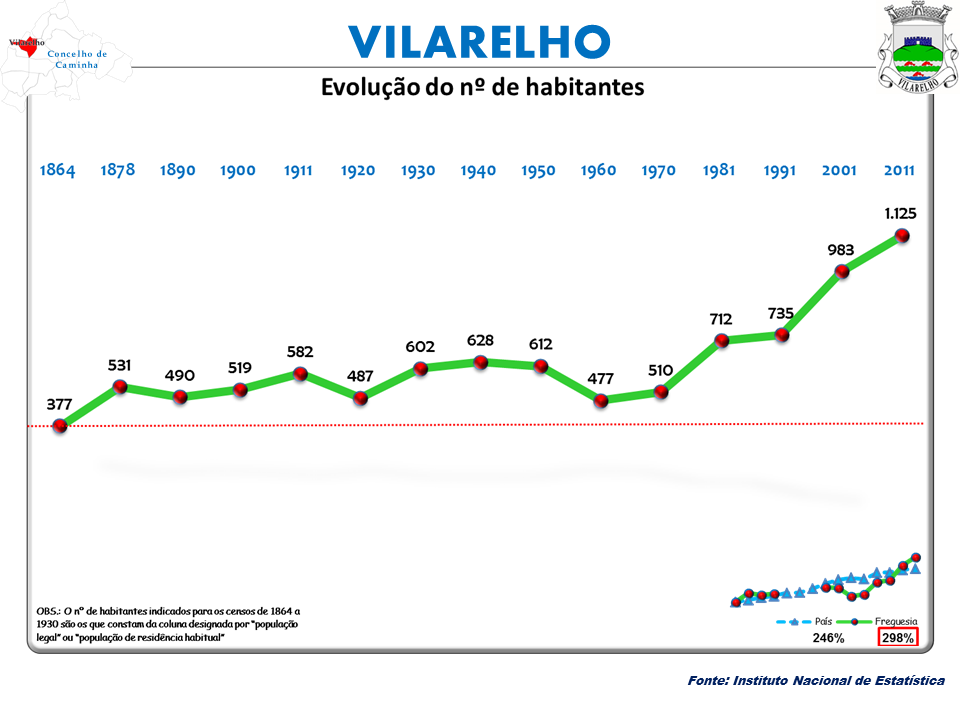
Bevolkingsontwikkeling tussen 1864 en 2011